# Albert Rouyer
Albert Rouyer, né à Paris le 26 décembre 1857 et mort à Toulon le 22 mars 1930, est un Officier de la Marine française.

## Biographie
Fils d'un négociant, il entre à l'École navale en octobre 1874 et en sort major. Il embarque alors sur la frégate-école d'application Flore en octobre 1876 et est nommé aspirant de 1re classe le 5 octobre 1877. Il sert sur le Souverain puis comme aspirant de majorité sur le Richelieu, navire amiral de Dompierre-d'Hornoy. Au 1er janvier 1878, il est affecté à la division navale de l'océan Pacifique sur le croiseur Decrès.
Promu enseigne de vaisseau le 5 octobre 1879, toujours sur le croiseur Decrès, il est muté en décembre 1881 sur la Victorieuse à la division des mers de Chine et participe aux opérations du Tonkin de 1883, dont la prise de Bac-Ninh et celle de Sontay. Affecté ensuite aux Fusiliers marins, il prend part aux opérations de Madagascar dans la région de Tamatave (1884) et est nommé lieutenant de vaisseau en novembre.
Il est affecté au port de Toulon le 1er janvier 1885 puis devient second du croiseur Fabert à la division navale du Pacifique (avril 1885) et effectue sur ce bâtiment une croisière de deux années dans les océans Indien et Pacifique, durant laquelle il se fait remarquer plusieurs fois, dont lors d'opérations d'hydrographie sur les côtes pratiquement inconnues de Bornéo et de Nouvelle-Guinée.
En 1888, il devient élève officier à la Direction des défenses sous-marines à Toulon et en sort breveté torpilleur pour embarquer comme professeur de tactique navale sur le croiseur-école Iphigénie. Il reçoit alors en avril 1890 un témoignage de satisfaction du ministre pour sa participation à la rédaction d'un Manuel du manœuvrier destiné aux élèves de l’École navale et de l’École d'application. En avril 1891, il est chargé du cours de tactique navale à l'École de guerre.
Le 26 novembre 1893, il est nommé commandant de l'aviso-torpilleur Lévrier dans l'escadre de la Méditerranée (1893-1895), puis y commande le contre-torpilleur Aventurier (1896). Au 1er janvier 1897, il prend le commandement des torpilleurs Corsaire et Argonaute, puis est affecté en avril sur le croiseur Alger comme officier de manœuvre.
Capitaine de frégate (23 août 1897), il est second en septembre du cuirassé Le Redoutable puis en septembre 1898 du croiseur-école d'application des aspirants sur l'Iphigénie. En 1900, il devient professeur de tactique et de stratégie à l'École Supérieure de la Marine à Paris.
Commandant du croiseur Cassard en Méditerranée (avril 1901), il reprend en 1903 sa chaire à l’École supérieure et en parallèle enseigne aussi la tactique navale à l’École de guerre. 
Capitaine de vaisseau (10 mars 1905), il est affecté au 1er janvier 1906, au port de Toulon puis commande en 1906 le Chasseloup-Laubat et la station de  Terre-Neuve. Commandant du Borda (septembre 1907) et de l'École navale, puis en février 1910 du croiseur cuirassé Ernest Renan en escadre de Méditerranée, il est promu contre-amiral le 24 décembre 1911 et hisse son pavillon sur la Marseillaise comme commandant de la 2e escadre légère en vertu des accords franco-anglais de 1913 (coopération avec la Home Fleet en cas de conflit avec l'Allemagne en barrant l'accès du pas de Calais). Cette formation est constituée de six vieux croiseurs, trois escadrilles de petits torpilleurs et trois escadrilles de sous-marins. 
Le 3 août 1914, il appareille de Cherbourg pour le Nord-Est afin de remplir cette mission qui aurait pu se révéler suicidaire, vu la piètre qualité des bâtiments, si la Grande-Bretagne avait conservé sa neutralité. 
Major général de la flotte à Toulon (avril 1915), il devient préfet maritime de Toulon en avril également. Il est promu vice-amiral en mars 1916.
Membre du Conseil supérieur de la Marine (décembre 1917), nommé inspecteur général permanent au même moment, il devient en octobre 1918 préfet maritime de Cherbourg et prend sa retraite en décembre 1919.
Il est le père du contre-amiral Pierre Michel Rouyer.

## Distinctions
- Grand-croix de la Légion d'honneur (12 juillet 1921)
  -  Grand officier de la Légion d'honneur (24 janvier 1919)
  -  Commandeur de la Légion d'honneur (26 janvier 1916)
  -  Officier de la Légion d'honneur (17 juillet 1900)
  -  Chevalier de la Légion d'honneur (5 mai 1889)
- Officier d'académie
- Médaille commémorative de Madagascar